# Eufriesea venezolana
Eufriesea venezolana är en biart som först beskrevs av Carlos Schrottky 1913.  Eufriesea venezolana ingår i släktet Eufriesea, tribus orkidébin, och familjen långtungebin. Inga underarter finns listade.